# Dilopharius otomitus
Dilopharius otomitus là một loài tò vò trong họ Ichneumonidae.